# Michael Beck
Michael Beck (né le 4 février 1949  à Memphis, dans le Tennessee) est un acteur américain. 

## Biographie
Michael Beck est principalement connu pour son rôle de Swan dans Les Guerriers de la nuit.

## Filmographie partielle
- 1979 : Les Guerriers de la nuit de Walter Hill
- 1980 : Alcatraz: The Whole Shocking Story de Paul Krasny
- 1980 : Xanadu de Robert Greenwald
- 1982 : Le Camion de la mort de Harley Cokeliss
- 1982 : Megaforce de Hal Needham
- 1983 : Le Triomphe d'un homme nommé cheval de John Hough
- 1987 : Texas police
- 1996 : L'Esprit de la forêt d'Aaron Norris